# Geriatría

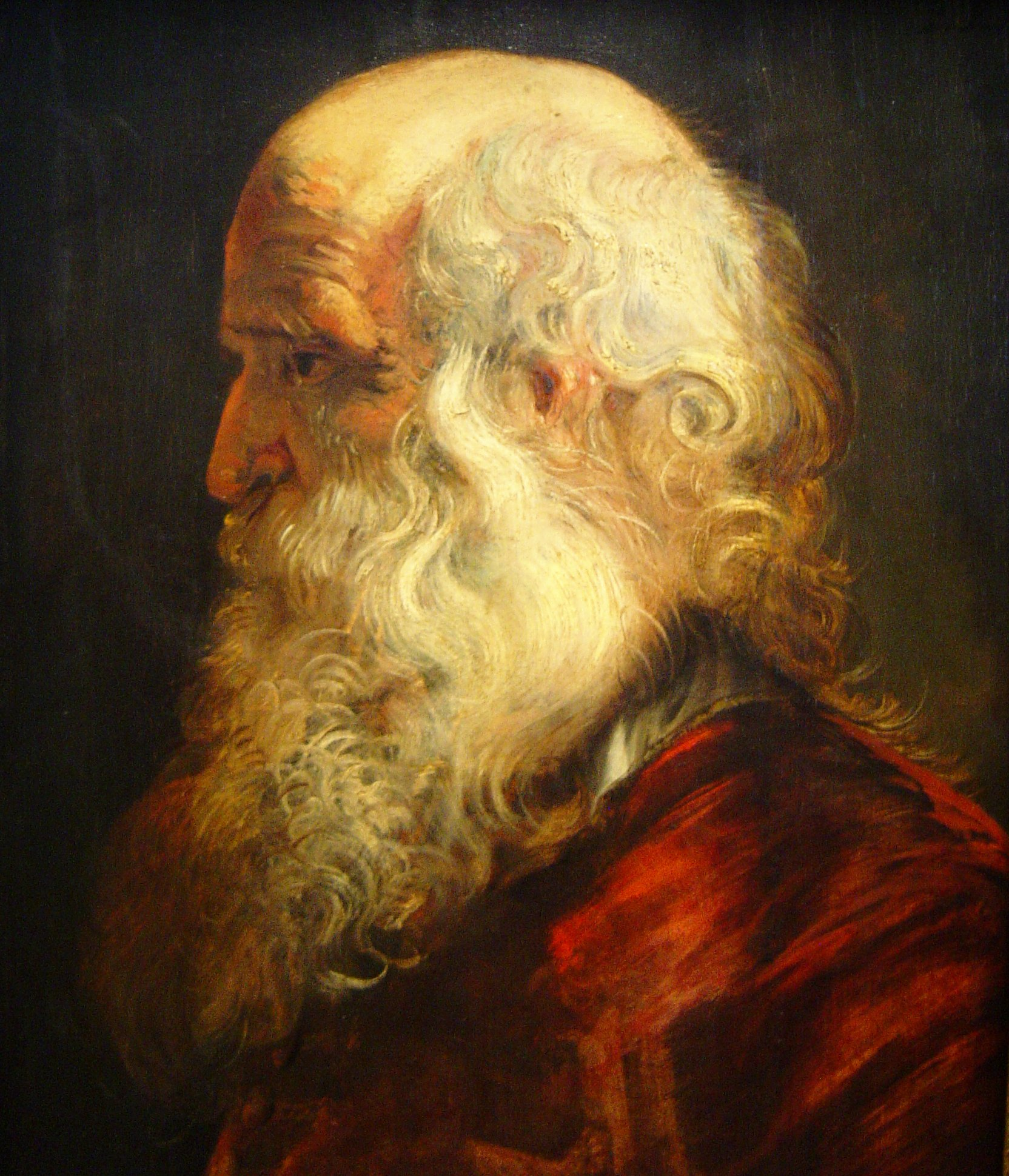
Estudio de la cabeza de un anciano, de Peter Paul Rubens; óleo sobre madera (1610-1615).

La geriatría es una especialidad médica dedicada al estudio de la prevención, el diagnóstico, el tratamiento y la rehabilitación de las enfermedades en las personas mayores.
La geriatría resuelve los problemas de salud de los ancianos y personas que no son tan ancianas debido a su poca autonomía  y a su dependencia en el área hospitalaria y en la comunidad; sin embargo, la gerontología estudia los aspectos psicológicos, educativos, sociales, económicos y demográficos de la tercera edad.
Esta especialidad médica está implantada en más de una decena de países, por ejemplo: España, Finlandia, Irlanda, Islandia, Liechtenstein, Noruega, Países Bajos, Rusia, Suecia, Cuba, México, Panamá, Argentina, Bolivia, Uruguay, Chile, Perú, Costa Rica, Colombia y Venezuela.
El paciente geriátrico se define en esencia como aquel que cumple las siguientes condiciones: 
- Generalmente mayor de 65 años.
- Pluripatología relevante.
- Alto riesgo de dependencia.
- Presencia de patología mental acompañante o predominante.

## Campo de actuación

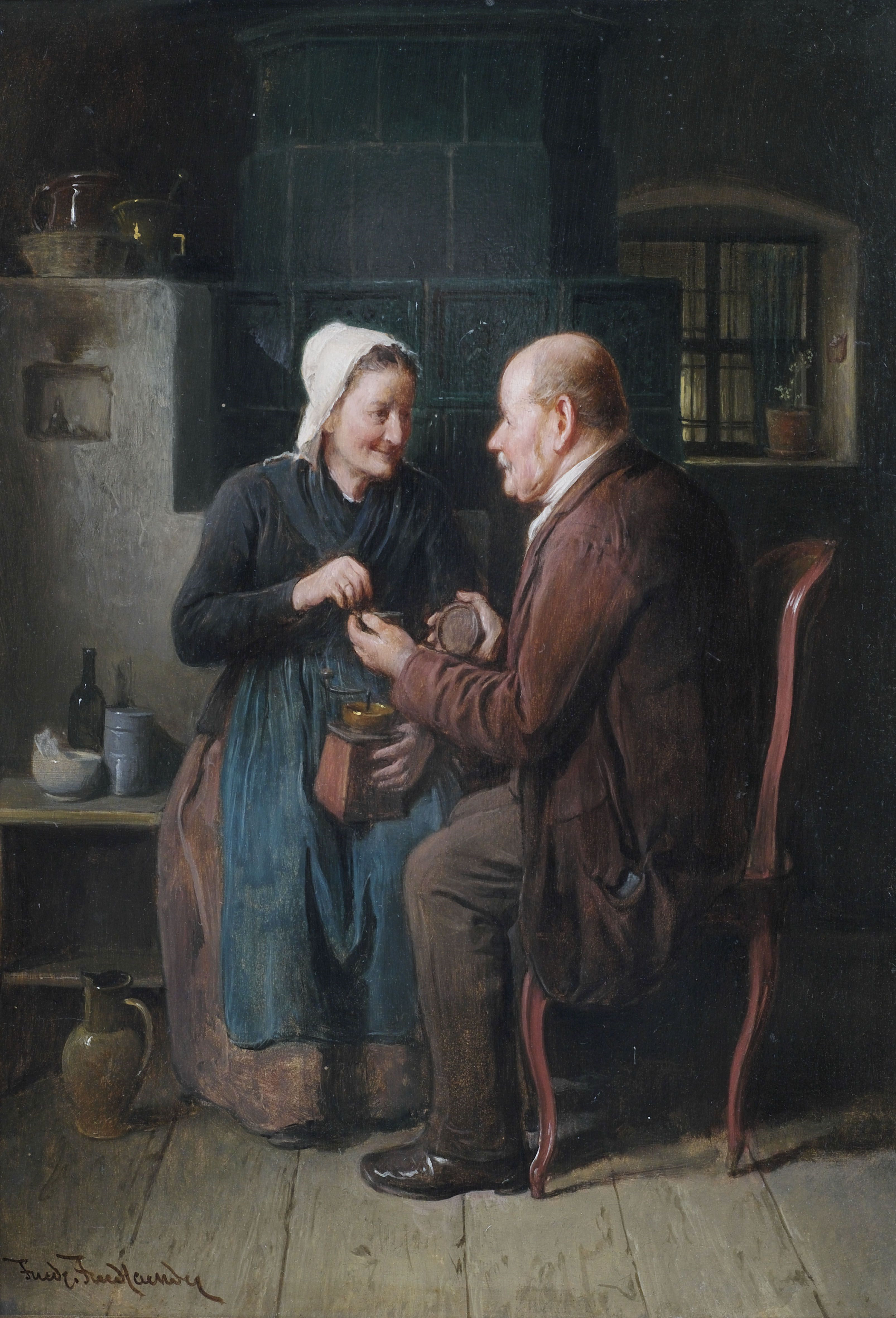
Pareja de ancianos en la cocina (1901) de Friedrich Friedländer.

Su objetivo prioritario es la recuperación funcional del anciano enfermo e incapacitado para conseguir el máximo nivel posible de autonomía e independencia, facilitando así su reintegración a una vida 
autosuficiente en su domicilio y entorno habitual.
Los fines propios de esta especialidad son: 
1. El desarrollo de un sistema asistencial a todos los niveles, que atienda las múltiples alteraciones y los problemas médico-sociales de los provectos, que de forma aguda y subaguda presentan como rasgos comunes la pérdida de su independencia física o social.
2. La movilización de todos los recursos para integrar a la comunidad el mayor número de ancianos que se pueda.
3. La organización de una asistencia prolongada a los provectos que lo necesiten.
4. La investigación, la docencia y la formación continuada de sus propios especialistas y del todo relacionado con dicha especialidad.

## Ejercicio profesional
El geriatra es un especialista en medicina que normalmente ejerce en los hospitales o en residencias de ancianos, atendiendo directamente a los pacientes. Sus actividades profesionales se desarrollan en la planta (donde están los pacientes encamados), en las consultas externa (intra o extrahospitalarias), y en los servicios de urgencia; aunque no todos los hospitales disponen de esta especialidad médica.
Enfermería geriátrica
Es una de las 6 especialidades de enfermería legalmente reconocidas en España. Su denominación oficial es «enfermería geriátrica». Para poder ejercerla hay que tener previamente el título de graduado en enfermería, superar el examen para Enfermero Interno Residente (EIR), y realizar una residencia de 2 años en un hospital acreditado.

## Historia
Una de las ocho ramas del sistema tradicional indio de medicina, Ayurveda, es la jara o rasayana, similar a la geriatría. Charaka describió la fatiga y el agotamiento físico causado por el envejecimiento prematuro como el resultado de una dieta pobre. El Charaka Samhita recomienda que los pacientes ancianos eviten el esfuerzo físico o mental excesivo y consuman una dieta ligera pero nutritiva.
Varios médicos del Imperio bizantino estudiaron geriatría, con médicos como Aecio de Amida evidentemente especializados en el campo. Alejandro de Tralles consideraba el proceso de envejecimiento como una forma natural e inevitable de marasmo, causado por la pérdida de humedad en los tejidos corporales.[cita requerida] Las obras de Aëtius describen los síntomas mentales y físicos del envejecimiento. Teófilo Protospatario y Joannes Actuarius también trataron el tema en sus obras médicas. Los médicos bizantinos solían basarse en las obras de Oribasius y recomendaban a los pacientes ancianos una dieta rica en alimentos que proporcionaran «calor y humedad». También recomendaban baños frecuentes, masajes, reposo y regímenes de ejercicio de baja intensidad.
En El canon de medicina, escrito por Avicena en 1025, el autor se preocupaba de cómo «los ancianos necesitan dormir mucho» y de cómo sus cuerpos deben ser ungidos con aceite, y recomendaba ejercicios como caminar o montar a caballo. La tesis III del Canon trataba sobre la dieta adecuada para la vejez, y dedicaba varios apartados a los pacientes ancianos que se vuelven estreñidos.
El médico árabe Algizar (c. 898-980) escribió un libro sobre la medicina y la salud de los provectos. También escribió un libro sobre trastornos del sueño y otro sobre olvido y cómo fortalecer la memoria, y un tratado sobre las causas de mortalidad. Otro médico árabe del siglo IX, Ishaq ibn Hunayn (fallecido en 910), hijo del erudito cristiano nestoriano Hunayn Ibn Ishaq, escribió un Tratado sobre medicamentos para el olvido.
George Day publicó en 1849 las Enfermedades de la vida avanzada, una de las primeras publicaciones sobre el tema de la medicina geriátrica. El primer hospital geriátrico moderno fue fundado en Belgrado, Serbia, en 1881 por el doctor Laza Lazarević.
El término «geriatría» fue propuesto en 1908 por Ilya Ilyich Mechnikov, laureado con el Premio Nobel de Medicina y posteriormente hacia 1909 por el Dr. Ignatz Leo Nascher, exjefe de clínica del Departamento de Pacientes externos del Hospital Monte Sinaí  (Nueva York) y "padre" de la geriatría en Estados Unidos.
La geriatría moderna en el Reino Unido comenzó con la "madre" de geriatría, la doctora Marjory Warren. Warren hizo hincapié en que la rehabilitación era esencial para el cuidado de las personas mayores. Basándose en su experiencia como médico en una enfermería londinense, creía que no bastaba con mantener alimentados a los ancianos hasta su muerte; necesitaban diagnóstico, tratamiento, cuidados y apoyo. Descubrió que los pacientes, algunos de los cuales habían estado postrados en cama, podían adquirir cierto grado de independencia con la evaluación y el tratamiento adecuados.
La práctica de la geriatría en el Reino Unido también tiene una rica historia multidisciplinar. Valora todas las profesiones, no sólo la medicina, por su contribución a optimizar el bienestar y la independencia de las personas mayores.
Otro innovador de la geriatría británica es Bernard Isaacs, que describió los «gigantes» de la geriatría antes mencionados: inmovilidad e inestabilidad, incontinencia y deterioro del intelecto. Isaacs afirmaba que, si se examinan con suficiente detenimiento, todos los problemas comunes de las personas mayores están relacionados con uno o más de estos gigantes.
La atención a las personas mayores en el Reino Unido ha avanzado gracias a la aplicación de los Marcos Nacionales de Servicios para las Personas Mayores, en los que se esbozan áreas clave de atención.

## Cuestiones éticas y médico-legales
Las personas mayores a veces no pueden tomar decisiones por sí mismas. Es posible que hayan preparado previamente un poder notarial y voluntades anticipadas para que les sirvan de orientación si no son capaces de comprender lo que les ocurre, ya sea debido a una demencia prolongada o a un problema corregible a corto plazo, como delirio por fiebre.
Los geriatras deben respetar la intimidad de los pacientes al tiempo que se aseguran de que reciben los servicios adecuados y necesarios. Más que la mayoría de las especialidades, deben considerar si el paciente tiene la responsabilidad legal y la competencia para comprender los hechos y tomar decisiones. Deben apoyar el consentimiento informado y resistirse a la tentación de manipular al paciente ocultándole información, como el pésimo pronóstico de una enfermedad o la probabilidad de que se recupere de la operación en casa.
El maltrato de ancianos es el abuso físico, económico, emocional, sexual o de otro tipo de una persona mayor dependiente. Una formación, unos servicios y un apoyo adecuados pueden reducir la probabilidad de que se produzcan malos tratos a las personas mayores, y una atención adecuada permite a menudo identificarlos. Para las personas mayores que no pueden cuidar de sí mismas, los geriatras pueden recomendar tutela legal o curatela para cuidar de la persona o del patrimonio.
Los malos tratos a ancianos se dan cada vez más cuando los cuidadores de familiares ancianos padecen una enfermedad mental. Estos casos de maltrato pueden prevenirse haciendo que estas personas con enfermedades mentales sigan un tratamiento de salud mental. Además, las intervenciones dirigidas a disminuir la dependencia de los provectos de sus familiares pueden ayudar a reducir los conflictos y los malos tratos. Los programas de educación y apoyo familiar llevados a cabo por profesionales de la salud mental también pueden ser beneficiosos para que los pacientes de edad avanzada aprendan a establecer límites con los familiares con trastornos psiquiátricos sin causar conflictos que conduzcan al abuso.